# Matilde Ucelay
Pour les articles homonymes, voir Ucelay.
Matilde Ucelay, née en 1912 à Madrid et décédée dans cette même ville le 24 novembre 2008, est une architecte espagnole. Elle est la première femme diplômée en architecture d'Espagne. Elle est aussi la première femme à recevoir le Premio Nacional de Arquitectura de España en 2004.

## Biographie
Matilde Ucelay est la fille aînée de l'avocat Enrique Ucelay Sanz et de la metteure en scène Pura Maortua. Ses sœurs sont Luz, Margarita et Carmen Ucelay. Sa mère est une grande amie de Federico García Lorca, elle fait partie au Lyceum Club Feminino et est la fondatrice de la compagnie de théâtre Anfistora.

### Formation
Matilde Ucelay étudie à l'Instituto-Escuela à Madrid. En 1931, elle entre l'École d'Architecture de l'Université de Madrid aux côtés de Lali Úrcula, Cristina Gonzalo et Fernando Chueca Goitia. Durant ses années, elle est membre active de la Federación Universitaria Escolar. Elle finit le cursus et sort diplômée en architecture en juin 1936.
Le 10 juillet 1936 dans l'Hôtel National, ses collègues et amis lui rendent hommage en tant que première diplômée en architecture du pays. Lors de cette cérémonie de nombreuses personnalités de l'époque sont présentes comme l'architecte Amós Salvador Courses, alors Ministre de l'intérieur, et l'architecte Teodoro d'Anasagasti. 

### Carrière
En cette même année 1936, Matilde Ucelay est l'unique femme membre du collège des Architectes de Madrid et y exerce comme secrétaire durant quelques mois avant qu'elle déménage à Valence. Elle participe, avec la dessinatrice Alma Tapia, à un voyage en URSS durant les mois d'octobre et de novembre 1933.
Une fois la Guerre d'Espagne, terminée, en 1939, elle est accusée d'aide à la rébellion par les nationalistes, jugée par le conseil de guerre et par la Direction Générale d'Architecture. Elle est condamnée le 9 juillet 1942 à 5 ans d'interdiction d'exercer sa profession et à une amende de 30 000 pesetas. Son diplôme, obtenu en 1936, lui est rendu en 1946.
Les projets qu'elle réalise avant 1945 ne portent pas sa signature mais celles d'amis comme Aurelio Botella. Ses clients sont principalement des bourgeois madrilènes et des étrangers. La Casa Oswald, construite en 1953 marque un tournant dans sa carrière. Elle se spécialise par la suite dans l'architecture résidentielle. Elle conçoit la maison de sa sœur Margarita à New York. Ses réalisations accordent beaucoup d'importance aux détails et aux habitudes de vie des habitants.
Dans les années 1950, les autorités de Franco mettent un véto à sa candidature à la direction de l'Association des Femmes Universitaires.
Matilde Ucelay meurt à Madrid le 24 novembre 2008.

### Vie privée
En janvier 1937, Matilde Ucelay se marie à Valence avec José Ruiz Château, avocat et fonctionnaire du Ministère de l'Agriculture.
Le couple a deux fils : José Enrique et Javier.

## Réalisations
Tout au long de sa carrière, Matilde Ucelay réalise environ 120 projets entre les 1940 et 1980, parmi lesquels : 
- Casa Oswald à Madrid
- Casa Bernstein
- Casa Marichalar
- Casa Ortega Spottorno
- Casa Simone Ortega
- Casa Benítez de Lugo, sur l'île de la Grande Canarie
- Casa Ucelay à Long Island
- Librairies Turner et Hispanico-Argentina à Madrid

## Reconnaissance et postérité
En 1998, l'association La Mujer Construye reconnaît publiquement Matilda Ucelay comme la première femme diplômée d'architecture en Espagne.
En 2004, elle est la première femme à recevoir le Premio Nacional de Arquitectura de España.
En 2006, elle représente son pays à l'Exposition internationale d'architecture de Venise.
En 2018, dix ans après sa mort, la ville de Madrid nomme un jardin du disctrict de Chamberí à son nom. La même année, l'Association Herstóricas. Historia, Mujeres y Género  crée un projet éducatif pour sensibiliser le public à l'apport historique des femmes dans la société, Matilde Ucelay est une des figures choisies.